# Friedrich K. Wanek
Friedrich K. Wanek (* 11. November 1929 in Lugoj im Banat/Rumänien; † 13. April 1991 in Mainz) war ein rumänisch-österreichischer Komponist, Arrangeur, Pädagoge und Herausgeber. 

## Leben
Friedrich K. Wanek studierte von 1948 bis 1954 Komposition an der Musikhochschule in Bukarest bei Paul Constantinescu, Marțian Negrea, Theodor Rogalski und Leon Klepper. In der Zeit ab 1954 war er zudem Redakteur der Zeitschrift "Muzica" in Bukarest und Mitglied des rumänischen Komponistenverbands.
1958 erhielt er Berufsverbot und wurde aus dem Komponistenverband ausgeschlossen, darauf emigrierte er 1962 nach Österreich und arbeitete dort als Lektor bei der Universal-Edition in Wien. Später zog er nach Mainz, wo er von 1966 bis 1991 als Lektor für zeitgenössische Musik im Schott-Verlag tätig war. Zudem war er von 1980 bis 1982 Lehrbeauftragter für Tonsatz an der Johannes Gutenberg-Universität Mainz und war von 1984 bis 1991 Leiter einer Kompositionsklasse am Peter-Cornelius-Konservatorium in Mainz. 1982 bis 1983 war er als Stipendiat des Kultusministeriums Rheinland-Pfalz in der Cité Internationale des Arts in Paris ansässig.
Er war mit der Pianistin und Klavierpädagogin Agathe Wanek langjährig verheiratet.
Friedrich K. Wanek starb am 13. April 1991 in Mainz.
Nach seinem Tod schuf Hans Werner Henze zwei Konzertarien für Tenor und kleines Orchester (1991) in memoriam Friedrich K. Wanek [1929–1991] nach Texten von Heinz von Cramer, welche am 28. Juli 1991 uraufgeführt wurden.

## Werk
Sein Werk umfasst zahlreiche Kammermusikwerke, die vielfach auf dezidierte Anregung von Instrumentalisten entstanden, zudem einige Orchesterwerke aus seinen letzten Lebensjahren. Sein Stil kann keiner bestimmten Richtung zugeordnet werden, seine Werke, darunter auch Zehn Essays für Gitarre, sind meist in freier Tonalität geschrieben, wobei vielfach zeitgenössische Elemente mit traditionellen kombiniert wurden.
Zudem schuf er zahlreiche Bearbeitungen von namhaften Komponisten wie Carl Orff, für dessen Carmina Burana er eine vom Komponisten autorisierte Bearbeitung schuf, ebenso Einrichtungen wie die Sechs Miniaturen für Bläserensemble von György Ligeti.